# 柏隆镇
柏隆镇，是中华人民共和国四川省德阳市旌阳区下辖的一个乡镇级行政单位。

## 行政区划
柏隆镇下辖以下地区：
场镇社区、南桂村、青进村、红花村、果元村、向阳村、松柏村、隆兴桥村和清和村。

## 教育事业
小学 柏隆一小，柏隆二小
初中
柏隆镇初级中学